# Cyathea mexicana

Cyathea mexicana es un helecho arborescente considerada especie endémica, localizándose únicamente en la región nororiente del Estado de Puebla en México. Por especie endémica se entiende a una especie que crece únicamente en esa zona.
Actualmente esta planta está protegida por las autoridades, ya que es una especie que se encuentra en peligro de extinción debido a la tala irracional en la zona.
- Datos: Q8352794